# Синодальный отдел по взаимоотношениям Церкви с обществом и средствами массовой информации
Синодальный отдел по взаимоотношениям Церкви с обществом и средствами массовой информации (сокращённо СИНФО) — один из синодальных отделов Московского патриархата. Учреждён указом Священного Синода от 24 декабря 2015 года (журнал № 98). Председателем Отдела назначен главный редактор журнала «Фома» В. Р. Легойда.

## Деятельность
Отдел создан решением Священного Синода Русской православной церкви 24 декабря 2015 года (журнал № 98) путем слияния Синодального отдела по взаимоотношениям Церкви и общества и Синодального информационного отдела с целью оптимизации работы и повышения эффективности, а также исключения одинаковых процессов в деятельности синодальных учреждений. Новому Отделу было поручено выполнение функций вышеупомянутых отделов, при том, что часть их обязанностей была передана Отделу внешних церковных связей и пресс-службе Патриарха Московского и всея Руси.
Протоиерей Всеволод Чаплин был освобождён от должности председателя Синодального отдела по взаимоотношениям Церкви и общества. Председателем нового Отдела был назначен В. Р. Легойда.
Сергей Чапнин, уволенный из структур Московской Патриархии почти одновременно с протоиереем Всеволодом Чаплиным, отметил:

если о. Всеволод снят, с его отделом что-то нужно делать. И патриарх сливает его с информационным отделом. Новая структура получает название «Отдел по взаимодействию Церкви с обществом и СМИ». Сокращенно — ОВЦОСМИ — «овцебык» какой-то. Но неудачно не только это. Союзом «и» должны соединяться равноправные или равновеликие субъекты. А здесь Церковь показывает, что для нее отношения со СМИ не менее важны, чем отношения с обществом. Это абсурд, но я не удивлен. Отношения со СМИ — это главный инструмент формирования «виртуального образа» Церкви. И для церковного руководства виртуальное стало не менее значимо, чем реальное.

Основными задачами Отдела являются: осуществление связей с органами законодательной власти, политическими партиями, профессиональными и творческими союзами, иными институтами гражданского общества на канонической территории Московского Патриархата, формирование единой информационной политики Русской Православной Церкви, координация работы информационных подразделений епархий и синодальных учреждений, а также взаимодействие с православными и светскими СМИ. По специальному указанию Священноначалия для решения конкретных вопросов Отдел может осуществлять контакты с органами исполнительной власти в странах СНГ и Балтии.
Отдел занимается организацией и проведением фестиваля православных СМИ «Вера и слово» (раз в два года), а также, на основании регламента, утвержденного Патриархом Московским и всея Руси, присваивает гриф «Одобрено Отделом». При Отделе действует Центр географии религий (руководитель — Р. А. Силантьев).
5 января 2016 года заместителем председателя синодального Отдела по взаимоотношениям Церкви с обществом и СМИ назначен Александр Щипков. В его обязанности входят вопросы взаимодействия с органами государственной власти и с неправительственными организациями.
16 апреля 2016 года Священный Синод утвердил новую редакцию устава Синодального информационного отдела с изменением его именования на «Синодальный отдел по взаимоотношениям Церкви с обществом и средствами массовой информации».